# Ангела Маурер
Ангела Маурер (нім. Angela Maurer, 27 липня 1975) — німецька плавчиня.
Учасниця Олімпійських Ігор 2008, 2012 років.